# Fedthalet dværgmaki
Den fedthalede dværgmaki (Cheirogaleus medius), også kaldet fedthalet dværglemur, er en lemur i familien Cheirogaleidae. Kroppen måler 17-26 cm og halen 19-30 cm. Den lever endemisk på Madagaskar i skove, hvor den om natten bevæger sig rundt i træerne efter insekter, frugter og blade.
I løbet af regntiden oplagrer den fedt i krop og hale, for at have energi til den næringsfattige tørtid. Den kan gå i dvale i en peiode, hvis dette energilager ikke er tilstrækkeligt.